# Невероятная жизнь Уолтера Митти
«Невероятная жизнь Уолтера Митти» (англ. The Secret Life of Walter Mitty — «Тайная жизнь Уолтера Митти») — американская приключенческая трагикомедия режиссёра и продюсера Бена Стиллера, исполнившего также главную роль, и сценариста Стивена Конрада. Экранизация одноимённого рассказа Джеймса Тёрбера 1939 года, ремейк фильма 1947 года режиссёра Нормана З. Маклеода.
Мировая премьера фильма состоялась на Нью-Йоркском кинофестивале 5 октября 2013 года.

## Сюжет
Сюжет рассказа перенесён в XXI век, современную действительность. Уолтер Митти — бильдредактор отдела иллюстраций журнала «Лайф». Уолтер рано потерял отца, и у него остались лишь мать и немного взбалмошная сестра. Его работа — сплошная рутина, хотя в своих мечтах он уносится очень далеко. Он переживает фантастические приключения, представляет себя космонавтом, путешественником или неотразимым Казановой. Уолтер влюблён в свою новую коллегу, бухгалтера Шерил Мелхоф, но он не решается сделать шаг к ней, только мечтая об этом. Он пытается наладить отношения с женщиной через сайт знакомств. Собравшись духом, он заходит к ней домой, но сталкивается с бывшим мужем Шерил, и уходит, решив, что они снова вместе.
Хозяевами журнала принято решение о том, что грядущий выпуск станет последним печатным, далее журнал будет выходить только в «цифре». В связи с переменами в офисе появляется новый управляющий директор Тед Хендрикс, высокомерно относящийся к сотрудникам, готовящимся к сокращению штатов. Уолтер хотел бы поспорить с новым директором, но делает это только в своём воображении. На обложке последнего номера должна быть размещена фотография, снятая Шоном О’Коннелом, лучшим фотографом журнала, при этом — до сих пор снимающим на плёнку. В присланных негативах не хватает этого самого уникального кадра. Уолтеру грозит увольнение. Единственный шанс найти фотографию — найти самого Шона, который не пользуется телефоном, ищет интересные кадры по всему миру и способен оказаться где угодно. Уолтер решается отправиться на поиски Шона, в долгое и небезопасное путешествие: в Гренландию, Исландию, Гималаи.
После неудачной попытки застать фотографа в Исландии, Уолтер находит Шона в горной местности Афганистана, когда тот фотографирует снежного леопарда. Шон ловит зверя в видоискатель, но не нажимает спуск, утверждая, что иногда красоту можно спугнуть попыткой запечатлеть. Шон и Уолтер до того никогда не встречались, хотя Шон высоко ценил его как профессионала. Оказалось, что пока Уолтер отсутствовал, Шон навестил его семью и в знак уважения подарил ему бумажник. Шон говорит, что передал Уолтеру тот уникальный негатив в бумажнике, который Уолтер в сердцах выкинул. Однако его мама сохранила бумажник. Возвратившись в США, Уолтер чудом находит негатив, но, после некоторого сомнения, решает не просматривать его, и передаёт в печать, не зная содержание. Вернувшись в редакцию журнала за расчётом перед увольнением, он в лицо высказывает Теду Хендриксу всё, что о нём думал. Уолтер выговаривает ему за пренебрежительное отношение к подчинённым, которые всю жизнь проработали в журнале.
Выйдя из здания редакции, Уолтер встречает на улице Шерил. Между ними завязывается разговор. История с бывшим мужем оказалась недоразумением, Шерил одинока. В газетном ларьке они видят последний печатный номер журнала, посвящённый тем, кто выпускал издание много лет. На обложке фотография Уолтера Митти. Шерил и Уолтер, взявшись за руки, уходят по улице.

## В ролях
| Актёр              | Роль                                     |
| ------------------ | ---------------------------------------- |
| Бен Стиллер        | Уолтер Митти                             |
| Кристен Уиг        | Шерил Мелхофф                            |
| Адам Скотт         | Тед Хендрикс                             |
| Кэтрин Хан         | Одесса Митти - в русском дубляже Ванесса |
| Ширли Маклейн      | Эдна Митти                               |
| Шон Пенн           | Шон О’Коннел                             |
| Джон Дэйли         | Тим Нотон                                |
| Теренс Берни Хайнс | Гэри Маннхейм                            |
| Пол Фицджералд     | Дон                                      |
| Паттон Освальд     | Тод Махер                                |
| Конан О’Брайен     | камео                                    |
| Энди Рихтер        | камео                                    |
| Радиомэн           | камео (продавец газетного киоска)        |

## Съёмки

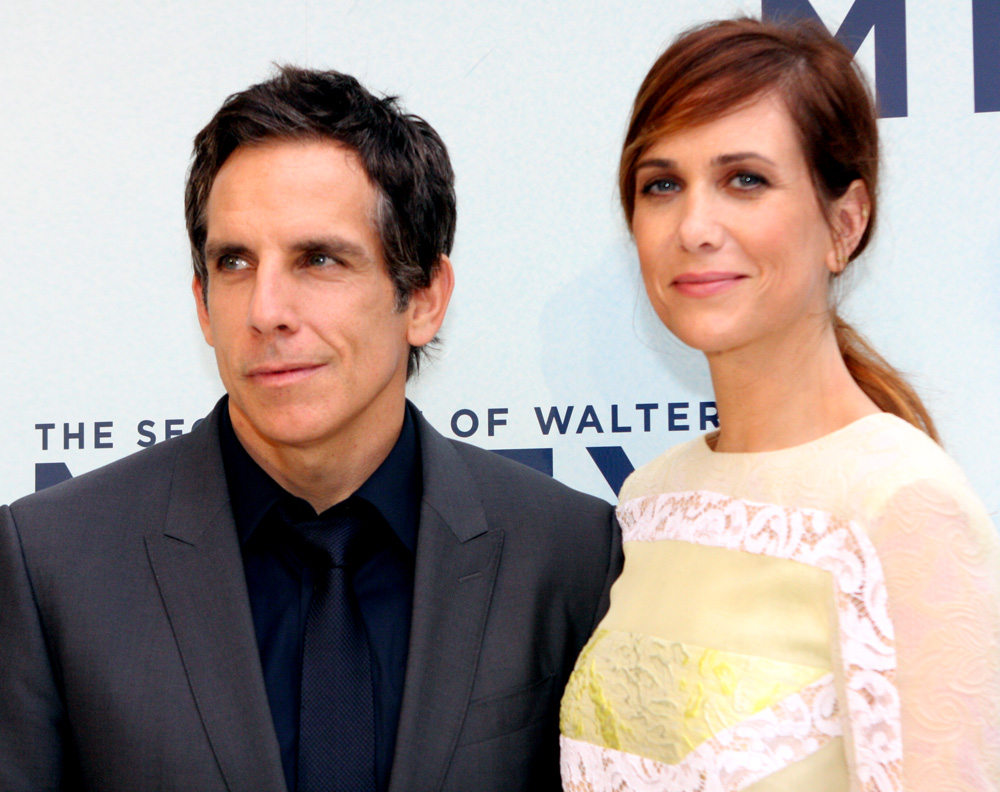
Бен Стиллер и Кристин Уиг на премьере фильма в Сиднее (2013)

Бюджет фильма составил 90 млн долларов и, кроме традиционных расходов на кинопроизводство, включил стоимость натурных съёмок в Исландии и цифровых спецэффектов зрелищных кадров. Сцена воображаемой драки главного героя с новым издателем снята на настоящей нью-йоркской улице для придания достоверности фонам. При этом актёры двигались на различных платформах или заменялись каскадёрами на роликовых коньках. Лица и конечности каскадёров впоследствии заменялись при постобработке, а «разрушенный» асфальт дорисовывался средствами CGI-графики. Сцена в океане снималась на натурной площадке и с механической моделью акулы. Впоследствии фоны и вода были доработаны средствами трёхмерной графики, а акула-робот заменена анимированной копией. Извержение вулкана Эйяфьядлайёкюдль создано совмещением компьютерной симуляции с натурными съёмками, а изображение Гималаев, где герои встречаются, получено трансформацией исландских пейзажей по фотографиям.
- В качестве кандидатов на роль Уолтера Митти рассматривались актёры Джим Керри, Оуэн Уилсон, Уилл Фаррелл, Майк Майерс и Саша Барон Коэн[6].
- Один из героев фильма вместе с Уолтером спасается в Исландии от знаменитого извержения вулкана Эйяфьядлайёкюдль на автомобиле «Нива» российского производства.
- Это извержение даёт возможность точно датировать время действия фильма мартом 2010 года.
- В фильме звучит песня Дэвида Боуи «Space Oddity».

## Прокат
Фильм вышел в широкий прокат в Кувейте и Португалии 19 декабря 2013 года, в Дании, Сингапуре и США — 25 декабря 2013, в Германии, Перу и России — 1 января 2014 года.
Релиз на DVD и Blu-ray состоялся 15 апреля.

## Критика
Реакция критиков на очередной режиссёрский опыт Бена Стиллера была достаточно противоречивой. Если фильм «Кабельщик» можно считать слишком тёмной комедией, то «Невероятная жизнь…» — комедия слишком светлая. Картина слишком сентиментальна, хотя и нельзя назвать её фривольной. Отдельные юмористические сцены сняты со вкусом и привлекают внимание, однако в целом сатирический настрой картины недостаточно острый. Надоедливое присутствие в картине корпоративного духа и рекламы (например, сервиса знакомств eHarmony) также не украшает фильм.
Фильм 1947 года выглядит по сравнению с работой Стиллера более логичным и законченным произведением. В нём Уолтер Митти завоёвывает сердце девушки не сумасшедшими подвигами, а чувством юмора и человеческой теплотой. Современные возможности спецэффектов позволяют гораздо более выигрышно преподнести смешавшиеся к концовке вымышленные или настоящие приключения главного героя картины. Критик New York Times А. О. Скотт отметил в качестве основной проблемы то, что создатели не смогли придумать то, чем же можно привлечь внимание к фигуре главного героя. Авторы так и не определились с тем, кто он: рядовой мечтатель или гуру, достигший просветления среди рутины городской жизни. Джеймс Берардинелли отметил актёрскую игру Бена Стиллера, создавшего образ обывателя, попавшего в необычную ситуацию. Вдвоём с Кристен Уиг они создают эффектную экранную пару, между которой возникла искра, привлекающая зрителя. В целом, критик оценил картину как несколько старомодную по духу, которая вряд ли привлечёт юношескую аудиторию, но будет интересна зрителям более солидного возраста.

## Награды и номинации
- 2013 — попадание в десятку лучших фильмов года по версии Национального совета кинокритиков США.
- 2013 — две номинации на премию «Спутник»: лучшая оригинальная музыка (Теодор Шапиро), лучшая операторская работа (Стюарт Драйбёрг).
- 2014 — две номинации на премию «Сатурн»: лучший фильм в жанре фэнтези, лучший актёр (Бен Стиллер).
- 2014 — номинация на премию American Comedy Awards лучшей комедийной актрисе (Кристен Уиг).